# Рентгеноструктурный анализ
Рентгенострукту́рный ана́лиз (РСА, также: рентгенодифракционный анализ) — один из дифракционных методов исследования структуры вещества. В основе данного метода лежит явление дифракции рентгеновских лучей на трёхмерной кристаллической решётке.
Метод позволяет определять атомную структуру вещества, включающую в себя пространственную группу элементарной ячейки, её размеры и форму, а также определить группу симметрии кристалла.
Явление дифракции рентгеновских лучей на кристаллах в 1912 году открыл немецкий физик Макс фон Лауэ, а уже спустя год теоретическое обоснование этому явлению дали Георгий Вульф и Уильям Брэгг (условие Вульфа — Брэгга). Как метод рентгеноструктурный анализ был разработан Петером Дебаем и Паулем Шеррером. Первым же веществом, чью структуру удалось определить с помощью РСА, был алмаз, после чего её первооткрыватели (Уильям Лоренс Брэгг со своим отцом) также провели анализ сфалерита и пирита. Следующие громкие открытия, совершённые при помощи РСА приходились на: 1953 год, когда Джеймсом Дьюи Уотсоном и Фрэнсисом Криком по дифрактограмме, полученной Розалинд Франклин, была определена структура ДНК; 1960 год, когда Джоном Кендрю и Максом Перуцем были открыты структуры миоглобина и гемоглобина; и 1988 год, когда вслед за определением структур двух его производных веществ, была «разгадана» структура азитромицина.
Рентгеноструктурный анализ и по сей день является самым распространённым методом определения структуры вещества в силу его простоты, универсальности (применим для исследования любых молекул) и относительной дешевизны[страница не указана 50 дней].

## Разновидности метода
- Метод Лауэ применяется для монокристаллов. Образец облучается пучком с непрерывным спектром, взаимная ориентация пучка и кристалла не меняется. Угловое распределение дифрагированного излучения имеет вид отдельных дифракционных пятен (лауэграмма).
- Рентгенодифрактометрический метод.
- Метод Дебая — Шеррера (метод порошков) используется для исследования поликристаллов и их смесей. Хаотическая ориентация кристаллов в образце относительно падающего монохроматического пучка превращает дифрагированные пучки в семейство коаксиальных конусов с падающим пучком на оси. Их изображение на фотоплёнке (дебаеграмма) имеет вид концентрических колец, расположение и интенсивность которых позволяет судить о составе исследуемого вещества.